# Autricourt
Autricourt és un municipi francès, situat al departament de la Costa d'Or i a la regió de Borgonya - Franc Comtat. L'any 2007 tenia 117 habitants.

## Demografia

### Població
El 2007 la població de fet d'Autricourt era de 117 persones. Hi havia 59 famílies, de les quals 18 eren unipersonals (11 homes vivint sols i 7 dones vivint soles), 30 parelles sense fills i 11 parelles amb fills.
La població ha evolucionat segons el següent gràfic:
Habitants censats

### Habitatges
El 2007 hi havia 120 habitatges, 55 eren l'habitatge principal de la família, 45 eren segones residències i 19 estaven desocupats. Tots els 120 habitatges eren cases. Dels 55 habitatges principals, 47 estaven ocupats pels seus propietaris, 3 estaven llogats i ocupats pels llogaters i 6 estaven cedits a títol gratuït; 8 tenien tres cambres, 18 en tenien quatre i 29 en tenien cinc o més. 42 habitatges disposaven pel capbaix d'una plaça de pàrquing. A 22 habitatges hi havia un automòbil i a 23 n'hi havia dos o més.

### Piràmide de població
La piràmide de població per edats i sexe el 2009 era:
| Homes | Edats   | Dones |
| ----- | ------- | ----- |
| 0     | 95 o +  | 0     |
| 4     | 90 a 94 | 0     |
| 4     | 85 a 89 | 8     |
| 0     | 80 a 84 | 0     |
| 4     | 75 a 79 | 4     |
| 8     | 70 a 74 | 0     |
| 4     | 65 a 69 | 8     |
| 8     | 60 a 64 | 8     |
| 8     | 55 a 59 | 0     |
| 4     | 50 a 54 | 4     |
| 4     | 45 a 49 | 0     |
| 4     | 40 a 44 | 4     |
| 4     | 35 a 39 | 4     |
| 0     | 30 a 34 | 0     |
| 4     | 25 a 29 | 0     |
| 0     | 20 a 24 | 4     |
| 4     | 15 a 19 | 4     |
| 0     | 10 a 14 | 16    |
| 0     | 5 a 9   | 8     |
| 0     | 0 a 4   | 4     |

## Economia
El 2007 la població en edat de treballar era de 62 persones, 42 eren actives i 20 eren inactives. De les 42 persones actives 40 estaven ocupades (26 homes i 14 dones) i 2 estaven aturades (1 home i 1 dona). De les 20 persones inactives 6 estaven jubilades, 5 estaven estudiant i 9 estaven classificades com a «altres inactius».

### Ingressos
El 2009 a Autricourt hi havia 60 unitats fiscals que integraven 129 persones, la mediana anual d'ingressos fiscals per persona era de 16.244 €.

### Activitats econòmiques
Dels 3 establiments que hi havia el 2007, 1 era d'una empresa de construcció, 1 d'una empresa de transport i 1 d'una empresa de serveis.
L'únic servei als particulars que hi havia el 2009 era una oficina de correu.
L'any 2000 a Autricourt hi havia 6 explotacions agrícoles.

## Poblacions properes
El següent diagrama mostra les poblacions més properes.